# Harris W. Fawell

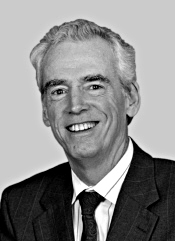
Harris W. Fawell

Harris W. Fawell (* 25. März 1929 in West Chicago, Illinois; † 11. November 2021 in Naperville, Illinois) war ein US-amerikanischer Politiker (Republikaner). Zwischen 1985 und 1999 vertrat er den Bundesstaat Illinois im US-Repräsentantenhaus.

## Werdegang
Harris Fawell besuchte die West Chicago Community High School sowie danach zwischen 1947 und 1949 das North Central College in Naperville. Nach einem anschließenden Jurastudium am Chicago-Kent College of Law und seiner Zulassung als Rechtsanwalt begann er in diesem Beruf zu arbeiten. Fawell übte den Beruf des Rechtsanwalts zwischen 1954 und 1984 aus. Gleichzeitig schlug er als Mitglied der Republikanischen Partei eine politische Laufbahn ein. In den Jahren 1968 und 1988 war er Delegierter auf den jeweiligen Republican National Conventions, auf denen Richard Nixon bzw. George Bush als Präsidentschaftskandidaten nominiert wurden. Zwischen 1963 und 1977 gehörte Fawell dem Senat von Illinois an. Im Jahr 1976 strebte er erfolglos ein Richteramt am Supreme Court of Illinois an. Von 1967 bis 1977 gehörte er auch der staatlichen Kommission für Kinderangelegenheiten (Illinois Commission on Children) an.
Bei den Kongresswahlen des Jahres 1984 wurde Fawell im 13. Wahlbezirk von Illinois in das US-Repräsentantenhaus in Washington, D.C. gewählt, wo er am 3. Januar 1985 die Nachfolge von John N. Erlenborn antrat. Nach sechs Wiederwahlen konnte er bis zum 3. Januar 1999 sieben Legislaturperioden im Kongress absolvieren. Er galt in Fragen der Haushaltspolitik als konservativ und in sozialen Fragen als moderater Abgeordneter.
Nach dem Ende seiner Zeit im US-Repräsentantenhaus ist Harris Fawell politisch nicht mehr in Erscheinung getreten. Er starb im November 2021, im Alter von 92 Jahren, an den Folgen der Alzheimer-Krankheit.